# پمبرتون (مینه‌سوتا)
پمبرتون، مینه‌سوتا (به انگلیسی: Pemberton, Minnesota) یک شهر در ایالات متحده آمریکا است که در شهرستان بلو ارث، مینه‌سوتا واقع شده‌است.

## خصوصیات
پمبرتون ۰٫۴۷ کیلومترمربع مساحت و ۲۴۷ نفر جمعیت دارد و ۳۱۹ متر بالاتر از سطح دریا واقع شده‌است.